# Nilson dos Santos
Jose Nilson dos Santos Silva (Sao Paulo, Brasil; 6 de abril de 1991) es un futbolista brasileño que actualmente se encuentra en el Inter de Limeira.

## Clubes
| Club             | País    | Año       |
| ---------------- | ------- | --------- |
| Vasco da Gama    | Brasil  | 2010-2011 |
| Criciúma         | Brasil  | 2011      |
| Paraná           | Brasil  | 2012      |
| Bragantino       | Brasil  | 2013      |
| Boa              | Brasil  | 2014      |
| São Bento        | Brasil  | 2014      |
| Cianorte         | Brasil  | 2015      |
| Santos           | Brasil  | 2015      |
| América Mineiro  | Brasil  | 2016      |
| São Bento        | Brasil  | 2017      |
| Bangu            | Brasil  | 2018      |
| Portuguesa RJ    | Brasil  | 2019      |
| Wilstermann      | Bolivia | 2019      |
| Inter de Limeira | Brasil  | 2020 -    |

## Palmarés

### Títulos nacionales
| Título          | Club        | País    | Año  |
| --------------- | ----------- | ------- | ---- |
| Torneo Clausura | Wilstermann | Bolivia | 2019 |